# Anton Slupetzky
Anton Slupetzky (ur. 19 stycznia 1899 w Wiedniu, zm. 2 września 1987 w Linzu) – austriacki przedsiębiorca, który pracował w niemieckim obozie koncentracyjnym Gusen. W SS osiągnął stopień SS-Obersturmführera.
Przed wybuchem wojny był właścicielem firmy zajmującej się dezynfekcją. Od czerwca 1941 był odpowiedzialny za dezynfekcję w Gusen, podobozie KL Mauthausen. Przy tej okazji gazowano więźniów i jeńców radzieckich Cyklonem B, gazem używanym właśnie do dezynfekcji.

Slupetzky próbował protestować przeciw tym praktykom, ale nie przyniosło to efektów.
Slupetzky został skazany w procesie załogi Mauthausen (US vs. Karl Glas i inni) przez amerykański Trybunał Wojskowy w Dachau na 5 lat pozbawienia wolności.